# Chroogomphus vinicolor
A Chroogomphus vinicolor é uma espécie de fungo da família Gomphidiaceae. Encontrada na América do Norte e na República Dominicana, crescem no solo sob pinheiros. Os basidiomas têm um píleo marrom-avermelhado brilhante sobre estipes cônicos. As lamelas são grossas, inicialmente laranja pálido antes de se tornarem pretas, e se estendem um pouco pelo comprimento do estipe. Embora o cogumelo seja comestível e vendido em mercados locais no México, ele não é muito apreciado. É difícil distinguir essa espécie de outras espécies semelhantes de Chroogomphus, pois sua morfologia é semelhante e a coloração do píleo é muito variável para ser uma característica confiável. A C. vinicolor é diferenciada da C. rutilus europeia e da C. ochraceus norte-americana pela espessura de suas paredes cistídicas.

## Taxonomia
A espécie foi descrita pela primeira vez como Gomphidius vinicolor em 1898 pelo micologista americano Charles Horton Peck, com base em espécimes coletados perto do Lago Mohonk, no Condado de Ulster, Nova York. Peck notou uma semelhança com a Gomphidius roseus, que ele acreditava estar intimamente relacionada. Foi transferida para o recém-criado gênero Chroogomphus por Orson K. Miller Jr. em 1964.
A análise molecular das sequências de DNA do espaçador interno transcrito mostra que a C. vinicolor se agrupa em um clado com a C. jamaicensis e a C. pseudovinicolor, intimamente relacionadas. Todas essas espécies apresentam carne escura-amiloide e cistídios de paredes espessas. Com base nessa análise, Miller considerou que a C. jamaicensis não era suficientemente distinta geneticamente da C. vinicolor para justificar a designação como uma espécie separada; entretanto, a partir de 2012, tanto o banco de dados MycoBank quanto o Index Fungorum a listam como uma espécie válida.
O epíteto específico vinicolor significa "cor de vinho". É comumente conhecida como "Chroogomphus de píleo vinho" ou "espiga de pinheiro" (pine spike).

## Descrição
O basidioma tem um píleo que é inicialmente cônico a convexo antes de se achatar posteriormente, as vezes desenvolvendo um pequeno umbo ou uma depressão central; os píleos medem de 2 a 10 cm de largura. Sua cor é altamente variável, indo de vermelho-vinho a marrom-avermelhado a marrom-alaranjado ou marrom-amarelado. Manchas vermelho-vinho se desenvolvem onde a superfície secou ou apodreceu. A superfície lisa do píleo é brilhante, um pouco pegajosa quando molhada e, muitas vezes, radialmente estriada. A carne é espessa e de cor alaranjada a ocre; seu sabor e odor foram descritos como "não característicos" ou "agradáveis". As lamelas espessas são decorrentes (presas ao estipe e estendendo-se um pouco por ele), bem espaçadas, de cor amarelada ocre a laranja pálido quando jovens, mas tornando-se enegrecidas depois que os esporos amadurecem. Em sua descrição original, Peck observou que as lamelas, quando vistas com uma lente de mão, "parecem aveludadas devido à abundância de esporos". Os basidiomas são inicialmente cobertos por um véu parcial fino, semelhante a uma teia, que logo desaparece à medida que o píleo se expande. O estipe cilíndrico mede de 2,5 a 15 cm de comprimento por 0,2 a 2 cm de espessura e afunila em direção à base; é de cor ocrácea a vermelho-vinho ou marrom-avermelhado com uma superfície seca, lisa a fibrilosa. O véu parcial as vezes deixa um anel fibroso fino e indistinto na parte superior do estipe.
A esporada é preto-acinzentada. Os esporos são estreitamente elípticos a fusiformes, lisos e medem de 17 a 23 por 4,5 a 7,5 μm. Os cistídios são um tanto fusiformes ou estreitamente em forma de taco e medem de 112 a 164 por 13 a 20 μm. Eles têm paredes caracteristicamente espessas, com até 7,5 μm de largura na parte central.
Embora o cogumelo seja comestível e geralmente não sofra danos causados por insetos, ele não é altamente recomendado, "exceto como acompanhamentos para incluir com as espécies mais saborosas". O sabor pode melhorar com a desidratação. Os cogumelos C. vinicolor são vendidos em mercados locais em Tetela del Volcan, no estado de Morelos, México. Há um relato de que essa espécie causa dermatite de contato, na qual um indivíduo que manuseou o cogumelo desenvolveu uma sensação de queimação nos olhos e uma erupção cutânea com coceira na pálpebra após esfregar os olhos.

### Espécies semelhantes
Duas outras espécies de Chroogomphus com morfologia e coloração semelhantes à C. vinicolor incluem C. rutilus e C. ochraceous. A C. vinicolor se distingue de forma mais confiável dessas espécies por ter cistídios de paredes espessas (até 5 a 7,5 μm na parte mais larga). As outras duas espécies foram separadas com base na cor, sendo que a C. ochraceous tem cores mais brilhantes (amarelo-alaranjado a ocre) do que a C. rutilus. Análises moleculares de coleções europeias e norte-americanas sugerem que a C. rutilus é restrita à Europa, a C. ochraceous ocorre apenas na América do Norte, e que a coloração do píleo não pode ser usada de forma confiável para a determinação da espécie.

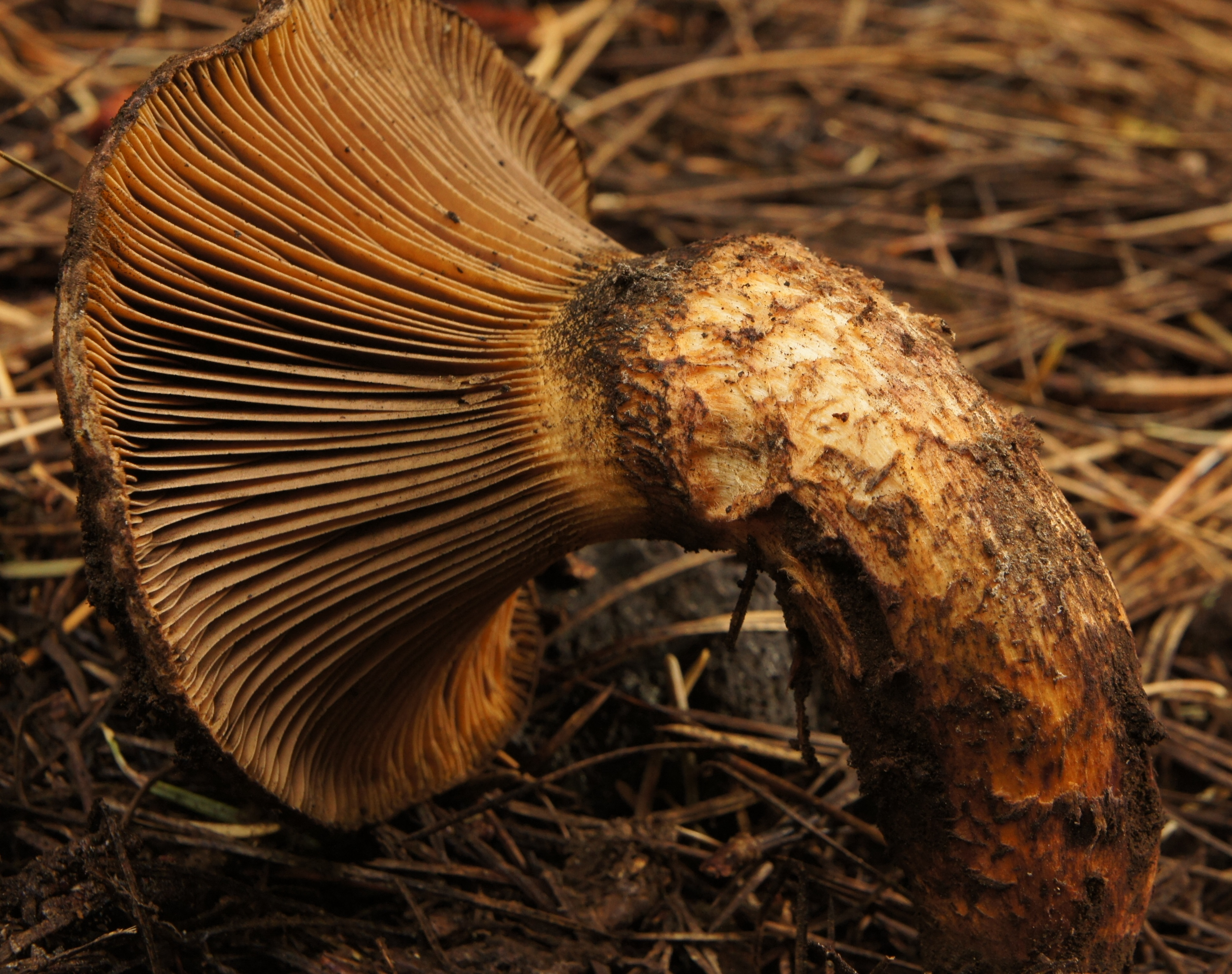
A Chroogomphus pseudovinicolor é maior e tem um estipe espesso lanoso ou escamoso

Outra espécie quase idêntica é a C. jamaicensis, encontrada na República Dominicana, na Jamaica e nas Grandes Antilhas. Ela se distingue microscopicamente por seus esporos ligeiramente menores, medindo de 17 a 20 por 4,5 a 6 μm, cistídios com paredes mais uniformemente espessadas de até 5 μm e hifas cuticulares que medem de 2 a 5 μm de largura. Os basidiomas da C. pseudovinicolor são mais robustos, com estipes lanosos ou escamosos avermelhados de até 5 cm de espessura. Além disso, essa espécie tende a produzir esporada que são mais verdes do que as de C. vinicolor. Outra espécie de aparência semelhante é C. tomentosus.
Algumas espécies tóxicas de Cortinarius são semelhantes em aparência, mas podem ser reconhecidas por seus esporos marrom-ferrugem.

## Habitat e distribuição
O fungo micorrízico as vezes frutifica individualmente, mas com mais frequência dispersos ou em grupos, no solo sob pinheiros e outras coníferas. A frutificação geralmente ocorre no clima mais frio do final do verão e do outono. No entanto, no litoral da Califórnia, a frutificação ocorre no inverno. Ele é frequentemente encontrado perto da Suillus luteus [en] e da Suillus brevipes [en], e é conhecido por parasitar o micélio de ambas e das espécies de Rhizopogon semelhantes a trufas. A Chroogomphus vinicolor tem uma ampla distribuição na América do Norte, estendendo-se ao sul até o México. Também foi registrada na República Dominicana.